# Rhynchagrotis adulta
Rhynchagrotis adulta är en fjärilsart som beskrevs av Achille Guenée 1852. Rhynchagrotis adulta ingår i släktet Rhynchagrotis och familjen nattflyn. Inga underarter finns listade.